# Noorma
Noorma es una localidad situada en el municipio de Elva, en el condado de Tartu, Estonia. Según el censo de 2021, tiene una población de 62 habitantes.